# コンラート (テューリンゲン公)
大コンラート（ドイツ語：Konrad der Ältere, ? - 906年2月27日）は、テューリンゲン公（在位：892年 - 893年）。コンラディン家のラーンガウ伯ウードととユーディト（古ヴェルフ家オセール伯コンラート1世の娘）の息子。ラーンガウ伯（在位：886年 - 906年）、ヘッセンガウ伯（在位：897年 - 906年）、ゴッツフェルトガウ伯（在位：903年 - 906年）、ヴェッテラウ伯（在位：905年 - 906年）およびヴォルムスガウ伯（在位：906年）。コンラートはヘッセン全領域を統合し、その領地は後継者らのもとでフランケン公領となった。

## 生涯
コンラートはその経歴の初期にバーベンベルク家のハインリヒとその息子アダルベルトと対立した。居城はヘッセンのフリッツラーにあった。891年にコンラートは東フランク王アルヌルフのミニステリアーレで伯爵であった。892年、バーベンベルク家のポッポ2世（ハインリヒの弟）がテューリンゲン公を廃され、代わってコンラートがテューリンゲン公領およびソルブ辺境領を与えられた。しかし、まもなくブルヒャルトがテューリンゲン公とされ、コンラートが公領を保持したのはそれまでの短い間であった。コンラートがテューリンゲン公に任じられたのは、バーベンベルク家に対しコンラディン家が有利になるためのアルヌルフの政策によるものであったと思われるが、テューリンゲンにおいてコンラートへの支持が得られなかった、あるいはコンラートがテューリンゲンに留められることを望まなかったため、テューリンゲン公領がすぐにブルヒャルトに与えられたものと考えられる。
880年頃、コンラートはグリスムートと結婚した。グリスムートは東フランク王アルヌルフの庶子、もしくはさきのテューリンゲン公の親族とみられており、これによりコンラートにテューリンゲンの継承権が与えられた。
906年、バーベンベルク家との闘争の結果、コンラートはフリッツラー近くで戦死し、ヴァイルブルクの聖マルティン教会に埋葬された。長男コンラートもこの戦いに参加していた。妃グリスムートは924年4月26日に死去し、夫コンラートの隣に埋葬された。

## 子女
- コンラート（881年- 918年） - フランケン公（906年 - 911年）、911年にドイツ王となる（コンラート1世）
- エーバーハルト（885年頃 - 939年） - フランケン公（911年 - 939年）
- オットー（890年 - 918年） - ラーンガウ伯
- 娘 - ブルヒャルトと結婚